# 147P/Kushida-Muramatsu
Pour les articles homonymes, voir Muramatsu.
La comète Kushida-Muramatsu, officiellement 147P/Kushida-Muramatsu, est une comète périodique du système solaire, découverte le 8 décembre 1993 par Yoshio Kushida et Osamu Muramatsu.